# Parque Botánico Palma Sola
El Parque Botánico Palma Sola (en inglés: Palma Sola Botanical Park), es un jardín botánico y arboreto de 10 acres (unos 40.468 m²) de extensión, que se ubica en Brandenton, Florida, Estados Unidos.
Especializado en plantas del área de donde se encuentra, está administrado por una organización sin ánimo de lucro « Palma Sola Botanical Park Foundation » conjuntamente con el « Manatee County parks department ».

## Localización
El jardín botánico se ubica en el lugar que ocupaba un antiguo vivero del condado.
Palma Sola Botanical Park, 9800 17th Avenue N.W. Brandenton, Manatee county Florida FL 34209, United States of America-Estados Unidos de América.
Planos y vistas satelitales.27°30′49.86″N 82°39′34.93″O / 27.5138500, -82.6597028
Está abierto todos los días del año y la entrada es libre.

## Historia
El jardín fue creado como una organización sin ánimo de lucro en 1990. El parque comenzó su andadura cuando un grupo de ciudadanos interesados en las asociaciones comunitarias reunió la ayuda suficiente para adquirir la finca de 10 acres en el noroeste de Bradenton, que había sido el vivero del condado de Manatee. 
La fundación fue reconocida en 1993 como organización no lucrativa, creada para preservar el anterior vivero, como un valioso espacio verde y parque, la cual con el beneplácito del gobierno del condado de Manatee, creó el "Palma Sola Botanical Park".
Actualmente(2010), el parque está administrado conjuntamente por el "Manatee County parks department" y la asociación sin ánimo de lucro "Palma Sola Botanical Park Foundation".
La misión de la "Palma Sola Botanical Park Foundation" es la de servir a la comunidad proporcionándole un ambiente de aprendizaje interactivo que fomente el aprecio de la naturaleza y de las zonas ajardinadas, así como preservar nuestros recursos naturales y promover la educación medioambiental.

## Colecciones
El parque alberga varios jardines mantenidos independientemente, cada uno de ellos con un enfoque particular:
- Sección de frutales exóticos y árboles de nueces, esta área fue plantada y mantenida por el concejo de "Manatee Rare Fruit Council".
- Palmetum, con una colección de palmas raras procedentes de todo el mundo.
- Jardín de las mariposas, con colección de plantas que son el sustento de estas.
- Tres lagos, con una colección de plantas de humedales y acuáticas.
- Gazebo, pabellón, y zona de juegos.
- La "The Gulfcoast Plumeria Society" (sociedad de la Plumeria de la Costa del Golfo), tiene aquí su sede, y son los responsables de la creación de dos bosquetes de árboles de Plumeria a lo largo de todo el mundo.